# Paraletharchus
Paraletharchus is een geslacht van straalvinnige vissen uit de familie van slangalen (Ophichthidae).

## Soorten
- Paraletharchus opercularis Myers & Wade, 1941)
- Paraletharchus pacificus Osburn & Nichols, 1916